# 福拉林·巴洛貢
福拉林·杰里·巴洛贡（英語：Folarin Jerry Balogun，2001年7月3日—）是一位美國職業足球運動員，現時效力法甲球會摩納哥。司職前锋。美國國家男子足球隊成員。
巴洛贡在紐約市出生，兩歲時移民到英格蘭，在倫敦長大，他的父母出生在尼日利亞。

## 球會生涯
2020年10月29日，巴洛贡於欧足联欧洲联赛小組賽對陣時，於第74分鐘後備入替，首次代表一線隊上陣。11月26日，他於對陣莫爾德時，攻入職業生涯首個入球。
2021年4月26日，巴洛贡與阿仙奴簽下一份長期合約。

## 榮譽
美國國家隊
- 中北美洲及加勒比海國家聯賽冠軍 : 2022–23[6]

## 外部連結
- Profile （页面存档备份，存于） at the Arsenal F.C. website
- Profile （页面存档备份，存于） at the Premier League website